# Пишков Дмитро Ігорович
Дмитро́ І́горович Пишков (* 8 серпня 1986, Луганськ) — український спортсмен, греко-римський борець, майстер спорту України міжнародного класу.
Перший тренер — Валерій Розсоха, надалі — Олександр Воюшин, Рустам Аджі.
Представляє Луганську обласну організацію фізкультурно-спортивного товариства «Динамо».

## Спортивні досягнення
- Чемпіон Європи серед юніорів — 2005
- та 2006 року,
- Володар Кубка світу 2007 року,
- переможець ІІІ Всеукраїнських літніх спортивних ігор,
- чемпіон та володар Кубка України 2007 року.
- На тестовому передолімпійському турнірі, в грудні 2011 року у Лондоні, здобув срібну медаль у вазі до 74 кг.
- У вересні 2012 — переможець Гран-прі з греко-римської боротьби в Баку у вазі до 74 кг.
- 16 липня 2013 року на Літня Універсіаді в Казані у ваговій категорії до 74 кг виборов бронзу — перемігши в сутичці поляка Аркадіуша Кулінича — 5:0.
- в червні 2015 року здобув бронзову нагороду на Європейських іграх.

## Державні нагороди
- Медаль «За працю і звитягу» (25 липня 2013) — за досягнення високих спортивних результатів на XXVII Всесвітній літній Універсіаді в Казані, виявлені самовідданість та волю до перемоги, піднесення міжнародного авторитету України.[1]